# Scenic Rim
Scenic Rim är en region i Australien. Den ligger i delstaten Queensland, omkring 67 kilometer söder om delstatshuvudstaden Brisbane. Antalet invånare är 38 399.
Följande samhällen finns i Scenic Rim:
- Tamborine Mountain
- Beaudesert
- Boonah
- Roadvale
- Rathdowney
- Aratula

I omgivningarna runt Scenic Rim växer huvudsakligen savannskog. Runt Scenic Rim är det glesbefolkat, med 10 invånare per kvadratkilometer. Genomsnittlig årsnederbörd är 1 402 millimeter. Den regnigaste månaden är januari, med i genomsnitt 269 mm nederbörd, och den torraste är september, med 37 mm nederbörd.